# 王黄
王黄（前3世纪？—前196年），秦末汉初人物。
前200年十月，匈奴攻韩王信的马邑城，韩王信于是在太原谋反。刘邦亲征韩王信，韩王信逃往匈奴，他手下的将领王黄、曼丘臣等拥立赵王的后代赵利为王，收拢韩王信的散兵，与韩王信、匈奴冒顿单于一起合谋攻击汉军。匈奴派左、右贤王统率一万多名骑兵，同王黄等驻扎在广武以南，到晋阳与汉军作战，匈奴兵立即败逃，汉军乘胜追击，进至平城白登。冒顿与王黄、赵利约期会师，但王黄、赵利的军队却迟迟不来，匈奴怀疑他们与汉军同谋，于是解开包围圈的一角。汉朝和匈奴和亲后，韩王信为匈奴将，及赵利、王黄等多次背约，侵攻代郡、云中。
前197年，代相陈豨暗中派宾客通使王黄、曼丘臣，韩王信也派王黄、曼丘臣等人来劝诱陈豨。九月，陈豨与王黄等反汉，自立为代王，劫掠赵、代。刘邦问：“陈豨的将领是谁？”回答：“王黄、曼丘臣，皆故贾人。”刘邦说：“我知道了。”于是悬赏千金捉拿王黄、曼丘臣。陈豨派王黄向匈奴求救。前196年冬，刘邦在邯郸城，陈豨部将侯敞率一万余人游动袭击，王黄率骑兵一千余人屯军曲逆。汉兵在曲逆下击斩侯敞，樊哙在代南击破王黄军，在参合攻打韩王信军。樊哙和劉澤率军斩将军赵既，俘虏代丞相冯梁、守孙奋、大将王黄、将军、太仆解福等十人。王黄被擒杀，陈豨军队溃败。